# Лаурікоча (культура)
Лаурікоча (ісп. Lauricocha) — археологічна культура, що існувала в Перуанських Андах протягом близько 5000 років, з 8000 до 2500 року до н. е. За назвою цієї культури позначається весь цей період доісторичного розвитку на території сучасного Перу.
Доісторичний період Перу займає 15 000 років, починаючись з 14 тисячоліття до н. е., до того часу відносяться перші залишки мисливців-збирачів у високогір'ях регіонів Аякучо і Анкаш. Вважається, що ці люди прийшли туди через Центральну Америку з Північної та в першу чергу населили Анди. Ймовірно вони потрапили сюди через Анди та узбережжя Тихого океану слідуючи за стадами тварин.
Залишки власне культури Лаурікоча знайдені в печерах Даурікоча, Пакаїкаса і Ґуїтарерро. Печера Лаурікоча, що надала назву культурі, була знайдена в 1957 році та знаходиться на висоті понад 4000 м біля озера Лаурікоча та витоків річки Мараньйон / Амазонки в регіонах Арекіпа і Уануко біля міста Уануко. Ця печера містить найстаріші в Перу залишки людини, що датуються часом одразу після останнього льоовикового періоду близько 9 500 років тому. Також тут знайдені залишки кам'яного знаряддя та складні наскельні малюнки, що зображують тварин, сцени полювання і танці.

## Періоди культури Лаурікоча
- Лаурікоча III: 4200 до н. е. — 2500 до н. е.
- Лаурікоча II: 6000 до н. е. — 4200 до н. е.
- Лаурікоча I: 8000 до н. е. — 6000 до н. е.